# Fairey Barracuda
Pour les articles homonymes, voir Barracuda (homonymie).
Le Fairey Barracuda est un bombardier-torpilleur/bombardier en piqué de l'aéronavale britannique (Fleet Air Arm), utilisé durant la Seconde Guerre mondiale. Il fut le premier appareil de ce type construit entièrement en métal. Destiné à remplacer les vieillissants biplans Fairey Swordfish et Fairey Albacore, il joua un rôle important dans l'attaque du cuirassé allemand Tirpitz et était connu pour son allure insolite lorsqu'il avait les ailes repliées. 

Il tient son nom du barracuda, un poisson prédateur.

## Conception et développement
Le projet Barracuda tire son origine de la Spécification S.24/37 de l'Air Ministry de 1937, pour un bombardier-torpilleur monoplan. Six projets furent soumis, et ceux de Fairey et de Supermarine avec son Type 322 (en) furent les deux sélectionnés pour une pré-commande de deux prototypes. Le prototype du Fairey Barracuda vola le 7 décembre 1940 et le Supermarine Type 322 quant à lui ne vola pas avant 1943. Le Barracuda étant à cette époque en production, le projet type 322 fut arrêté.
Le Barracuda était un monoplan tout en métal à ailes hautes dites cantilever, avec un fuselage de section ovale. Il était équipé d'un train d'atterrissage rétractable et d'une roulette de queue fixe. Ce train hydraulique en forme de « L » devait être remonté manuellement pour venir se loger dans un espace situé dans le bord du fuselage, les roues quant à elles se logeant dans les ailes. La crosse d'appontage était montée juste avant la roulette de queue. Les trois membres d'équipage étaient placés en tandem sous une verrière continue. Le pilote avait une verrière coulissante et celle des deux autres membres était articulée. Les deux membres d'équipage à l'arrière pouvaient changer de place, le navigateur utilisant alors les hublots situés sous la ligne des ailes pour avoir une meilleure visibilité vers le bas.
Les ailes possédaient de très larges volets Fairey-Youngman qui augmentaient la surface alaire au décollage (inclinaison à 20°) et qui pouvaient servir d'aérofreins (inclinaison à 30°) pour le bombardement en piqué. Bien qu’originellement équipée d'une dérive conventionnelle, la queue du second prototype fut transformée avec une configuration en « T » quand les tests en vol démontrèrent que la stabilité devait être améliorée.
Le Barracuda devait être à l'origine équipé d'un moteur Rolls-Royce Exe (en) de 24 cylindres en X (moteur avec deux lignes de cylindres en V opposées), mais la production de ce moteur ayant été abandonnée, les essais furent retardés le temps de trouver un remplaçant. Les prototypes ont finalement pris leur envol avec un moteur V-12 moins puissant Rolls-Royce Merlin 30 (1 260 ch) qui actionnait une hélice de Havilland tripale.
Les tests suivants avec les prototypes ainsi que les premiers exemplaires de production de la version Mk.I révélèrent que l'avion avait été largement sous-motorisé en raison du poids des appareils rajoutés depuis la conception initiale. Seulement trente exemplaires de Barracuda Mk.I furent construits (25 par Boulton Paul Aircraft et 5 par Westland) et utilisés uniquement à des fins de tests et de formation.

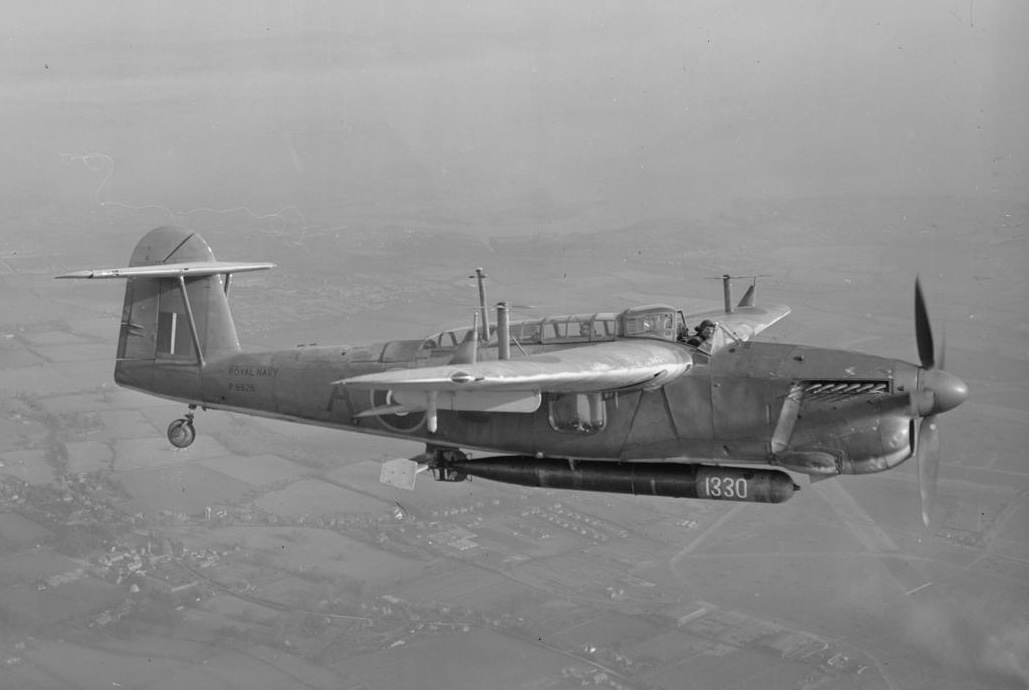
Un Barracuda Mk.II avec une torpille de 18 pouces (46 cm). L'antenne Yagi du radar ASV Mk.II est visible au-dessus des ailes.

Le remplacement du poussif Rolls-Royce Merlin 30 par un Rolls-Royce Merlin 32 de 1 640 ch et l'ajout d'une hélice quadripale, donna naissance à la version définitive du Barracuda Mk.II. 1 688 exemplaires sortirent des chaînes de production de Fairey (675 unités construites dans les usines de Stockport et Ringway), Blackburn (700), Bouton Paul (300) et Westland (13). Cette version embarquait en plus un radar de lutte ASM (Air to Surface Vessel radar Mk.II) avec un antenne Yagi-Uda au-dessus des ailes.
La version Mk.III du Barracuda était un Mk.II optimisé pour la lutte anti-sous-marine, dont le radar ASV métrique fut remplacé par un radar ASV centimétrique placé sous le fuselage arrière. 852 variantes Mk.III furent produites (406 par Fairey et 392 par Boulton Paul). Au total, toutes versions confondues, 2 607 Barracuda furent mis en service.

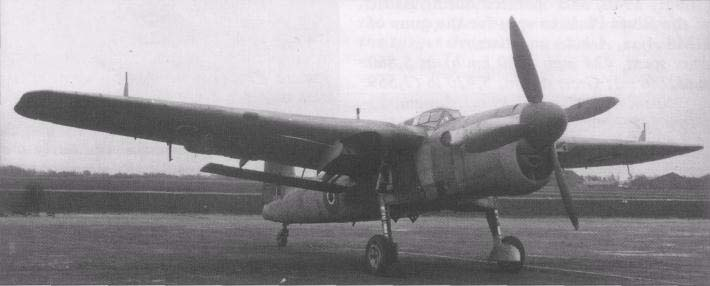
Un Barracuda Mk.III. À noter que le bout coupé des ailes, le large radiateur, la casserole d'hélice d'un moteur Griffon ainsi que le manque de largeur des ailerons et le pod radar sur les ailes suggèrent qu'il s'agit du prototype du Barracuda Mk.IV.

La version Barracuda Mk.IV qui ne dépassa pas le stade de la planche à dessin, et dont la version suivante et finale appelée Mk.IV fut équipée d'un moteur Rolls-Royce Griffon à la place du Merlin. La puissance supplémentaire et le couple généré par le Griffon requirent plusieurs modifications aérodynamiques : la dérive fut élargie, l'envergure des ailes augmentée... La version Mk.IV, basée sur une Mk.III convertie, vola pour la première fois le 16 novembre 1944 et Fairey ne put construire que 37 exemplaires avant la fin de la guerre.
Les premiers Barracuda Mk.I étaient sous-motorisés et souffraient d'une trop faible vitesse ascensionnelle. Cependant, en vol, ils s'avéraient relativement faciles à piloter. La version tardive Mk.II avec son moteur Merlin 32 augmentait la puissance initiale de 400 ch. Les pilotes appréciaient les larges aérofreins et la bonne visibilité de l'appareil, qui rendaient les appontages plus faciles. La mise en marche des aérofreins à grande vitesse pouvait entraîner un changement brusque d'assiette qui jetait l'appareil dans un brusque cabrage. Cet incident s'est avéré fatal à au moins cinq reprises durant des exercices de torpillage.
Pendant sa première mise en service actif, le Barracuda connut un taux élevé d'accidents mortels inexpliqués, impliquant souvent des pilotes expérimentés. Ce n'est qu'en 1945 que l'on connut le fin mot de l'histoire, ces accidents étant causés par des petites fuites du circuit hydraulique. Le point commun de ces fuites était qu'elles se produisaient au niveau de la jauge de contrôle sur le tableau de bord, le jet allant directement dans le visage du pilote. Du fait que les fluides hydrauliques utilisés contenaient une forte proportion d'éther et que ces avions n'étaient que rarement équipés de masques à oxygène (les équipages les mettant en plus rarement en dessous de 3 000 m d'altitude) firent que les pilotes devenaient rapidement inconscients, entraînant un accident fatal. Un ordre de l'amirauté passa en mai 1945 pour exiger que tous les appareils soient équipés de masque à oxygène et que les équipages les portent à tout moment.

## Service opérationnel

### Au sein de laRoyal Air Forceet de laFleet Air Arm
Les premiers Barracuda entrèrent en service le 10 janvier 1943 au sein du 827 Naval Air Squadron au-dessus de l'Atlantique Nord. Finalement, plus de 23 squadrons de la Fleet Air Arm et de la Royal Air Force furent équipés de ce type d'appareils. À partir de 1944, Les Mk.II en service étaient accompagnés en mission par des Mk.III pourvus de radar pour la lutte ASM.
Le baptême du feu du Barracuda eut lieu en juillet 1943 au large des côtes de Norvège avec le 810 squadron du HMS Illustrious, avant de partir soutenir le débarquement de Salerne sur le front méditerranéen. L'année suivante, le Barracuda entra en service actif sur le front Pacifique.

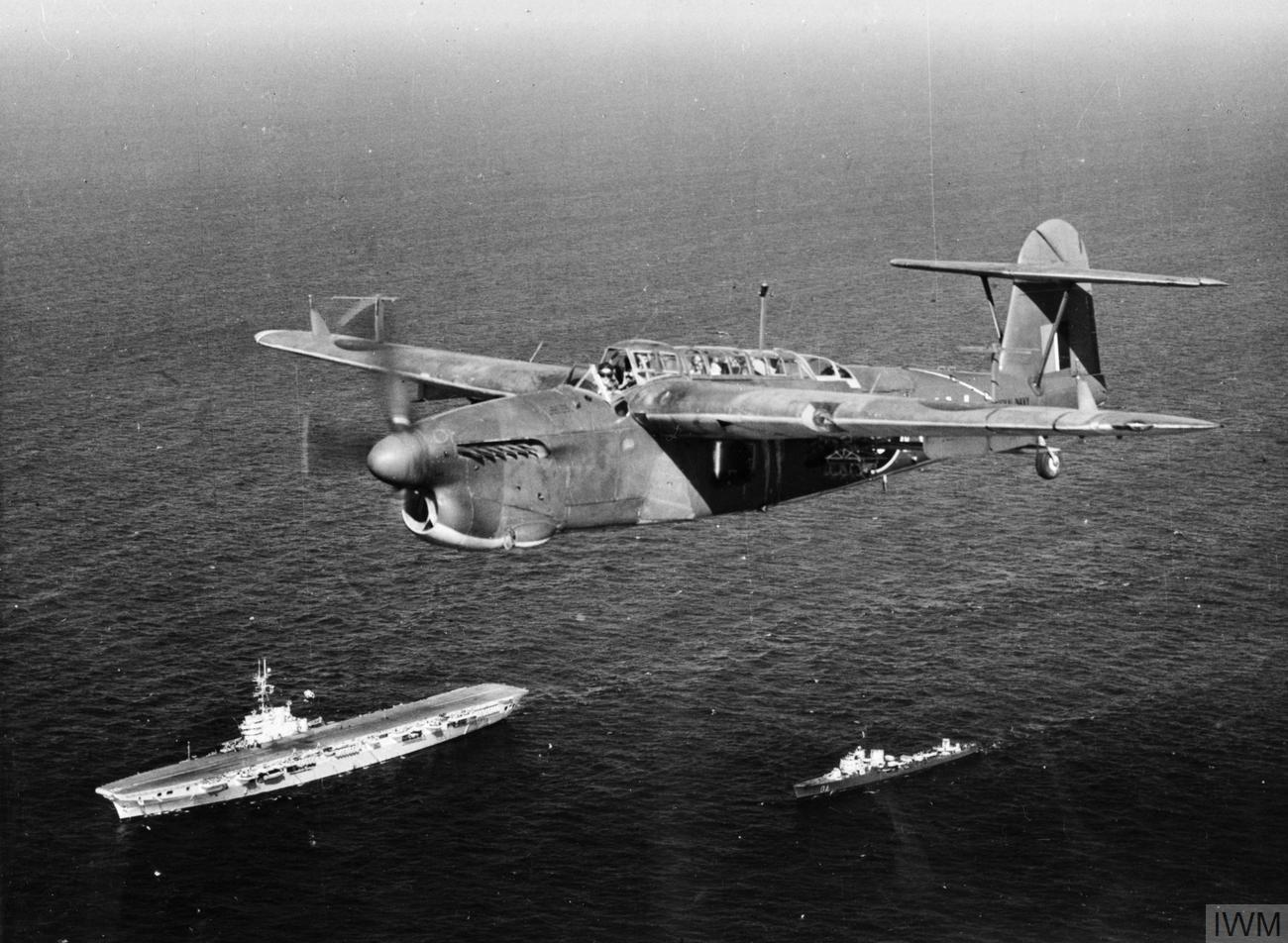
Barracuda Mk. II du 814 Naval Air Squadron au-dessus du (mai 1945)

La Royal Air Force utilisa quant à elle, des Barracuda Mk.II, à partir de 1943 au sein du No. 567 Squadron RAF (en) basé à Detling (en). En 1944, d'autres squadrons en furent équipés : le 667 Sqn. (en) de Gosport, le 679 Sqn. (en) de Ipswich et le 691 Sqn. (en) de Roborough (en). Tous ces appareils furent livrés entre mars et juillet 1945,.
Les Barracuda anglais furent aussi utilisés comme bombardier en piqué et jouèrent un rôle crucial dans l'attaque du Fjord Kaa (Norvège) contre le cuirassé allemand Tirpitz. Le 3 avril 1944 (opération Tungsten), 42 appareils appartenant aux 827, 829, 830 et 831 Naval Air Squadrons des porte-avions britanniques HMS Victorious et HMS Furious réussirent à toucher 14 fois le bâtiment de guerre allemand avec des bombes de 730 kg et 230 kg,. Cette attaque priva la Kriegsmarine de son plus grand navire de guerre pendant plus de deux mois pour réparation.
À partir d'avril 1944, les Barracuda du No 827 Squadron du HMS Illustrious menèrent des opérations contre les forces japonaises sur le front Pacifique, en prenant part aux raids contre Sabang à Sumatra (opération Cockpit).
Les performances initiales des Barracuda furent réduites à cause du climat du Pacifique, l'autonomie se voyant réduite de 30 %. Les squadrons de bombardier-torpilleurs britanniques de la British Pacific Fleet se virent donc rééquipés avec des Grumman Avenger. Cependant, les porte-avions légers (HMS Colossus, HMS Glory, HMS Venerable et HMS Vengeance) du 11th Aircraft Carrier Squadron qui se joignirent à la flotte britannique du Pacifique en juin 1945 furent dotés par navire d'un squadron de bombardier-torpilleur Barracuda (18 appareils) et un squadron d'avion de chasse F4U Corsair (24 appareils).
En plus de sa victoire sur le Tirpitz, le Barracuda accrocha deux U-boat allemands à son tableau de chasse. Le premier le 27 octobre 1944, quand les 828 et 841 RNA Squadrons du HMS Implacable aidés par deux Fairey Firefly du 1771 RNA Squadron endommagèrent gravement l'U-1060 au sud de Brønnøysund. Ce sous-marin fut finalement achevé par deux Handley Page Halifax du 502 RAF Squadron et deux Consolidated B-24 Liberator de 311 RAF Squadron. Le second fut un U-boot de poche Seehund Type XXVIIB (en) coulé le 13 avril 1945 par un Barracuda du 810 RNA Squadron à 14 miles des côtes hollandaises.
Le Barracuda fut utilisé pour tester plusieurs innovations aéronautiques comme les fusées JATO (l'acronyme de Jet Assisted Take-Off) pour l'assistance au décollage ou une hélice à pas inversable pour ralentir l'appareil à l'atterrissage. Il servit au sein de la Fleet Air Arm jusqu'au milieu des années 1950 avant d'être remplacé par des Grumman Avenger.

### Au sein de la Marine royale canadienne
La Marine royale canadienne prit livraison de ses douze premiers Barracuda Mk.II équipés de radar le 24 janvier 1946 ; il s'agit en fait de la désignation canadienne du Barracuda Mk.III. Le premier appareil fut assigné au nouvellement formé 825 Sqn. basé à bord du porte-avions HMCS Warrior. Les mécaniciens et aviateurs canadiens furent formés en Angleterre et servirent durant la guerre sur des porte-avions de la Royal Navy, en particulier sur les HMS Puncher (en) et HMS Nabob.

### Au sein de l'armée de l'air française
Dix Barracuda Mk.II à radar ASH de la FAA sont déstockés en mars 1948 et livrés à l'Escadrille de Liaison Aérienne 56 Vaucluse opérant pour le Service de documentation extérieure et de contre-espionnage. Ils sont utilisés essentiellement pour les missions spéciales d'instruction de dépose et récupération d'agents de renseignements. Deux sont accidentés le 9 avril 1948 (pas de blessés) et le 30 mai 1951 (les deux membres d'équipage tués). Faute de pièces détachées, l'activité est réduite à partir de juillet 1948. Le 14 février 1952, six sont réformés (dont l'épave de  l'avion accidenté en 1951), les trois derniers le sont le 19 août 1954. Au total, ils ont effectués 620 sorties, 1713 atterrissages et 837h20 de vol.

## Variantes
- Mk I : (1940) première version de production avec un moteur Rolls-Royce Merlin 30 de 1 260 ch, Hélice tripale, 30 exemplaires construits par Boulton Paul (25) et Westland (5).
- Mk II : équipé d'un moteur Merlin 32 de 1 640 ch, Hélice quadripale, ASV radar Mk II (en) avec antenne Yagi, 1 688 exemplaires construits par Fairey (675), par Blackburn (700), par Boulton Paul (300) et Westland (30).
- TR Mk III : (1944) version modifiée pour le Torpillage et la Reconnaissance de la version Mk II, dotée d'un radar ASV Mk X sous le fuselage arrière, 852 exemplaires construits par Boulton Paul (392) et Fairey (406).
- Mk IV : désigne un Barracuda Mk II (prototype immatriculé P9976) équipé d'un moteur Rolls-Royce Griffon de 1 850 ch, premier vol le 11 novembre 1944. Aucun exemplaire de production construit car le projet est abandonné en faveur du Fairey Spearfish.
- TR Mk V : version d'après guerre dotée d'un moteur Griffon 37 de 2 020 ch, charge utile augmentée de 910 kg, ASH radar (en) détachable sous l'aile gauche, gouvernail redessiné, 37 exemplaires construits par Fairey.

## Pays opérateurs
Canada
- Marine royale canadienne

 France
- Armée de l'air
  - Escadrille de Liaison Aérienne 56 Vaucluse (Mars 1948- 19 août 1954)

 Royaume-Uni
- Fleet Air Arm
  - No.700 Naval Air Squadron
  - No.703 Naval Air Squadron
  - No.706 Naval Air Squadron
  - No.707 Naval Air Squadron
  - No.710 Naval Air Squadron
  - No.711 Naval Air Squadron
  - No.713 Naval Air Squadron
  - No.717 Naval Air Squadron
  - No.719 Naval Air Squadron
  - No.731 Naval Air Squadron
  - No.733 Naval Air Squadron
  - No.735 Naval Air Squadron
  - No.736 Naval Air Squadron
  - No.737 Naval Air Squadron
  - No.744 Naval Air Squadron
  - No.747 Naval Air Squadron
  - No.750 Naval Air Squadron
  - No.753 Naval Air Squadron
  - No.756 Naval Air Squadron
  - No.764 Naval Air Squadron
  - No.767 Naval Air Squadron
  - No.768 Naval Air Squadron
  - No.769 Naval Air Squadron
  - No.774 Naval Air Squadron
  - No.777 Naval Air Squadron
  - No.778 Naval Air Squadron
  - No.780 Naval Air Squadron
  - No.781 Naval Air Squadron
  - No.783 Naval Air Squadron
  - No.785 Naval Air Squadron
  - No.786 Naval Air Squadron
  - No.787 Naval Air Squadron
  - No.796 Naval Air Squadron
  - No.797 Naval Air Squadron
  - No.798 Naval Air Squadron
  - No.799 Naval Air Squadron
  - No.810 Naval Air Squadron
  - No.812 Naval Air Squadron
  - No.814 Naval Air Squadron
  - No.815 Naval Air Squadron
  - No.816 Naval Air Squadron
  - No.817 Naval Air Squadron
  - No.818 Naval Air Squadron
  - No.820 Naval Air Squadron
  - No.821 Naval Air Squadron
  - No.822 Naval Air Squadron
  - No.823 Naval Air Squadron
  - No.824 Naval Air Squadron
  - No.825 Naval Air Squadron
  - No.826 Naval Air Squadron
  - No.827 Naval Air Squadron
  - No.828 Naval Air Squadron
  - No.830 Naval Air Squadron
  - No.831 Naval Air Squadron
  - No.837 Naval Air Squadron
  - No.841 Naval Air Squadron
  - No.847 Naval Air Squadron
  - No.860 Naval Air Squadron
- Royal Air Force
  - No. 567 Squadron RAF (en)
  - No. 618 Squadron RAF (en)
  - No. 667 Squadron RAF (en)
  - No. 679 Squadron RAF (en)
  - No. 691 Squadron RAF (en)

## Survivant
Il n'existe à l'heure actuelle plus aucun exemplaire complet de Fairey Barracuda. Cependant, le Fleet Air Arm Museum de Yeovilton possède deux épaves issues de crash (immatriculées DP872 et LS931) et espère rassembler suffisamment de pièces pour monter un exemplaire d'exposition complet.
Le DP872 du 769 squadron basé à East Haven, se crasha à Blackhead Moss, près de Enagh Lough (en), (Londonderry) en août 1944. L'épave fut récupérée par le musée qui restaura le cockpit et le nez.
En septembre 1999, une équipe du FAAM monta une expédition sur l'île de Jura (Écosse) pour examiner l'épave du Barracuda LS931. Piloté par le commandant du 815 Squadron, l'avion percuta une montagne de l'île le 2 janvier 1945. Des dispositions furent prises en 2000 pour rapatrier l'épave au sein du Musée.

## Avions similaires
- Curtiss SB2C Helldiver
- Grumman TBF Avenger
- Nakajima B6N Jill
- Supermarine Type 322 (en)
- Yokosuka D4Y Judy